# Hemorrhois hippocrepis
La culebra de herradura (Hemorrhois hippocrepis) es una especie de serpiente de la familia Colubridae. Estas serpientes tienen formas estilizadas, la cabeza puntiaguda, bastante diferenciada del tronco y con una cola larga y delgada. Se trata de una serpiente muy ágil que puede subirse con una facilidad asombrosa a arbustos, árboles y escarpes en busca de presas o nidos de aves. 
La culebra de herradura puede medir desde un metro —por término medio— hasta 156 cm. En Baleares se ha detectado tendencia al gigantismo en esta especie, llegando algunos ejemplares excepcionales a alcanzar casi los dos metros. Esta culebra presenta un color amarillo muy poco patente, ya que tanto la cabeza como el dorso poseen manchas negras que, en conjunto, dan una tonalidad al reptil oscura casi negra. En la parte posterior de la cabeza, una de estas manchas toma, con frecuencia, la forma de una herradura que rodea la nuca. A esta característica se le debe su denominación vulgar.

## Distribución

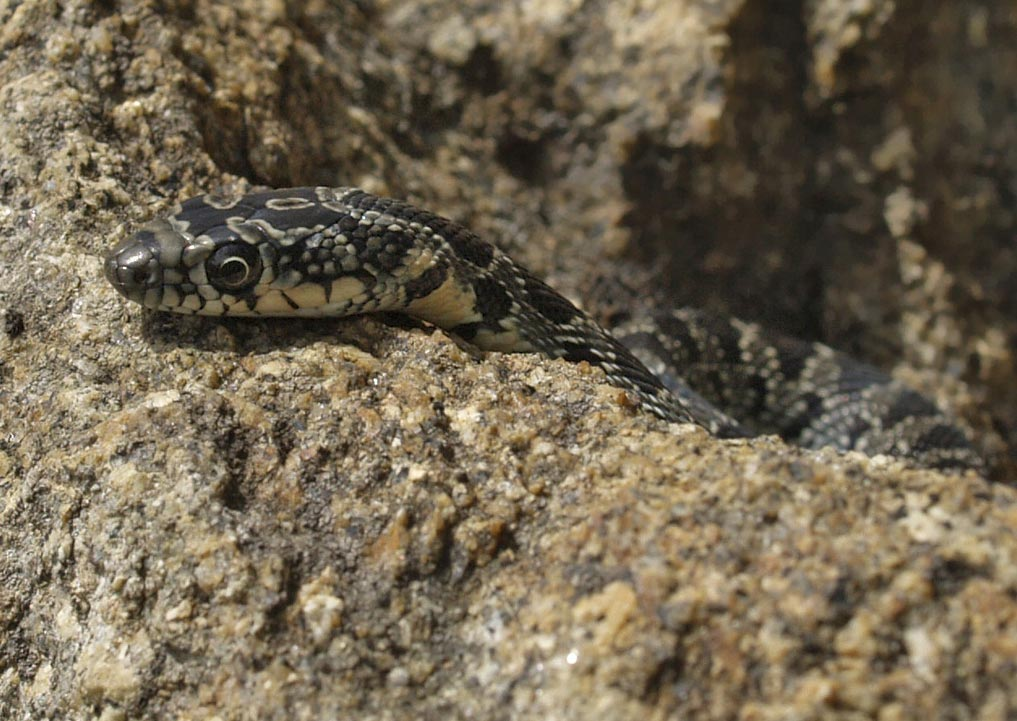
Ejemplar de Hemorrhois hippocrepis en Madrigal de la Vera, España.

En la península ibérica, se distribuye por la mitad meridional, sin rebasar el norte del Sistema Central; por el oeste habitan en el Macizo Galaico y por la zona este llega hasta Cataluña. En cualquier caso, la península ibérica constituye el límite norte de la distribución de esta especie. También está presente en Baleares. Con respecto al resto del mundo, la culebra de herradura sigue bajando hacia el sur de España, pudiéndose también encontrar esta especie de serpiente en la estepa subdesértica subsahariana y por el este llega a países como Túnez y Libia. En estos enclaves meridionales, la culebra de herradura sustituye ecológicamente a la culebra verdiamarilla (Hierophis viridiflavus) del norte y centro de Europa, debido a su parecido morfológico y etológico.

## Hábitat
La culebra de herradura habita en los bosques secos o en zonas pedregosas cubiertas de matorrales. 

## Alimentación
Esta serpiente es activa por el día, por lo que su alimentación resulta muy variada. Se suelen alimentar de lagartijas, otras serpientes -incluso de su misma especie-, pequeños mamíferos como ratones o musarañas y aves. La culebra de herradura si se la acosa, se defiende. Son capaces de responder a cualquier ataque, incluso si la especie que les ataca es el doble de grande. Además, si alguna otra especie trata de cazarla, se revuelve y utiliza su cola a modo de látigo o muerde.

## Galería

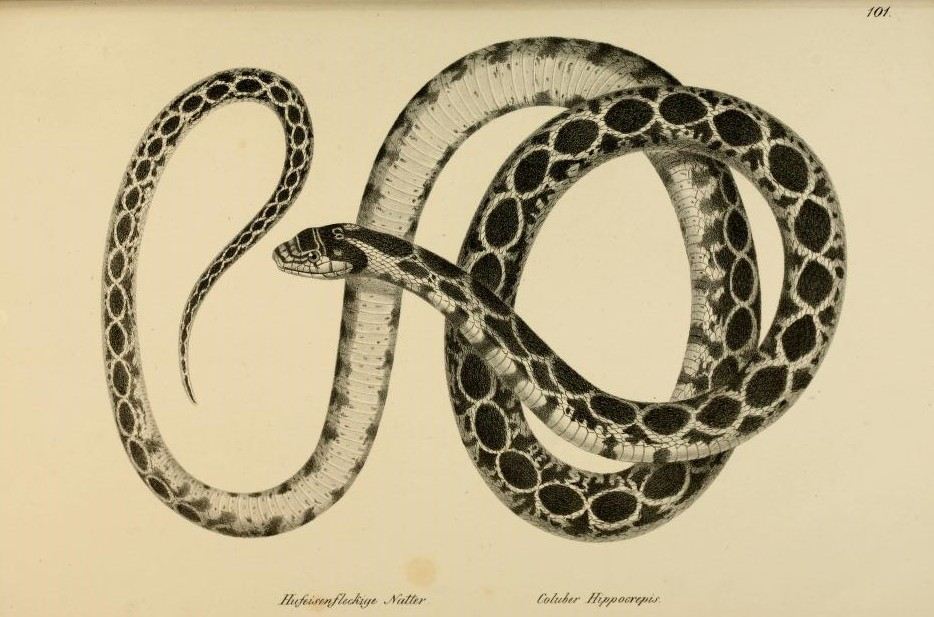
Dibujo de Karl Joseph Brodtmann (1787-1862).